# Fernand Antoine
Fernand Antoine (Virton, 31 augustus 1932 - 4 augustus 2022) was een Belgisch senator.

## Levensloop
Fernand Antoine was tewerkgesteld in de ijzer- en staalfabriek Hainaut-Sambre, waar hij van 1954 tot 1959 adjunct-ploegbaas was op de tractiedienst. Daarna opende hij een eigen bedrijf in Gerpinnes, Le Coq d'Or, gespecialiseerd in delicatessen en doopsuiker. Het bedrijf telde algauw drie filialen en raakte vooral bekend om de productie van de gayette, chocoladesnoepjes in de vorm van een klomp steenkool. 
Hij engageerde zich ook in de politiek en werd in oktober 1970 voor de christendemocratische PSC verkozen tot gemeenteraadslid van Gerpinnes. Hij oefende deze functie uit tot in 1975 en werd begin 1977 opnieuw lid van de gemeenteraad, alsook schepen van Sport en Folklore. Van 1981 tot 1982 was hij waarnemend burgemeester van de gemeente, om daarna van 1983 tot 1988 de functie van burgemeester volwaardig uit te oefenen. Na zes jaar als raadslid op de oppositiebanken te hebben gezeten, was Antoine van 1995 tot 1998 opnieuw burgemeester van Gerpinnes. Daarna zetelde hij nog tot eind 2006 als gemeenteraadslid. 
In 1985 werd Antoine tevens verkozen in de Senaat als rechtstreeks gekozen senator voor het arrondissement Charleroi-Thuin, hetgeen hij bleef tot aan de verkiezingen van 1991. Hij zetelde er van 1990 tot 1991 in de onderzoekscommissie naar het Gladio-netwerk. Als gevolg van de toenmalige dubbelmandaten zetelde hij automatisch ook in de Waalse Gewestraad, waar hij van 1988 tot 1989 secretaris was, en in de Raad van de Franse Gemeenschap. In 1991 werd Antoine niet meer herkozen als parlementslid, waarna hij van 1992 tot 1997 adjunct-kabinetschef was op het kabinet van minister van Financiën Philippe Maystadt. Van 1991 tot 1999 was hij eveneens voorzitter van de SWDE, de Waalse waterdistributiemaatschappij. 